# Placówka Straży Granicznej w Ustce
Placówka Straży Granicznej w Ustce – graniczna jednostka organizacyjna polskiej straży granicznej realizująca zadania w ochronie granicy państwowej.

## Terytorialny zasięg działania
Brzegiem morza terytorialnego na odcinku powiatu słupskiego .
Linia rozgraniczenia:
1. z placówką Straży Granicznej we Władysławowie: granicami gmin Smołdzino i Główczyce oraz Łeba, Wicko i Nowa Wieś Lęborska[1] .
2. z Kaszubskim Dywizjonem Straży Granicznej w Gdańsku: wzdłuż brzegu morza terytorialnego na odcinku powiatu słupskiego[1] .
3. z placówką Straży Granicznej w Kołobrzegu: granicami gmin Postomino i Sławno oraz Ustka i Słupsk[1] .

Poza strefą nadgraniczną obejmuje powiaty: człuchowski, bytowski, z powiatu słupskiego gminy: Kępice, Kobylnica, Dębnica Kaszubska, Damnica, Potęgowo .

## Przejścia graniczne
- morskie przejście graniczne Ustka[2]

## Komendanci placówki
- ppłk SG Sylwester Gębka[2]